# دهستان امیریه
دهستان امیریه یکی از دهستان‌های استان مرکزی است که در بخش مرکزی شهرستان اراک واقع شده است.
روستاهای تابع آن عبارتند از:هزاوه، مرزیجران، تیمورآباد، داین، مهرآباد، مزرعه احتشام زاده، دربند مرزیجران، رابط میربرات، ساقی، شمس آباد، طلان وقزلیجه